# Evan Meek
Pour les articles homonymes, voir Meek.
Evan David Meek (né le 12 mai 1983 à Bellevue, Washington, États-Unis) est un lanceur de relève droitier des Orioles de Baltimore de la Ligue majeure de baseball.
Il est sélectionné au match des étoiles en 2010 comme représentant des Pirates de Pittsburgh.

## Carrière
Après des études secondaires à l'Inglemoor High School de Kenmore (Washington), Evan Meek est drafté le 4 juin 2002 par les Twins du Minnesota au onzième tour de sélection. Il repousse provisoirement l'offre et entame des études supérieures au Bellevue Community College où il porte les couleurs des Bulldogs de 2003. Meek signe finalement son premier contrat professionnel chez les Twins le 27 mai 2003.
Libéré de son contrat en juin 2005, il rejoint les Padres de San Diego le 17 septembre 2005. Il poursuit sa progression en Ligues mineures au sein des clubs-écoles des Padres avant d'être échangé le 24 août 2006 aux Rays de Tampa Bay, où il évolue encore exclusivement en Ligues mineures.
Evan Meek rejoint les Pirates de Pittsburgh le 6 décembre 2007 via la Rule 5 draft. Il débute en Ligue majeure sous les couleurs des Pirates le 2 avril 2008.
Auteur d'une belle saison 2010 avec une moyenne de points mérités de 2,14 en 80 manches lancées, Meek est sélectionné au match des étoiles en 2010 mais n'entre pas en jeu lors de ce match de prestige. Au moment de sa sélection, sa moyenne de points mérités est de 0,96.
Une blessure à l'épaule gâche sa saison 2011, durant laquelle il ne dispute que 24 parties et ne lance que 20 manches et deux tiers. Sa moyenne de points mérités se chiffre à 3,48 avec une victoire et une défaite.
En 2012, sa dernière année chez les Pirates, il n'est au monticule que pour 12 parties et 12 manches lancées, et il affiche une moyenne élevée de 6,75. La tendinite et divers problèmes à l'épaule dont Meek a souffert a réduit de façon notable la vitesse de sa balle rapide, avec des conséquences sur ses performances au monticule
Le 6 décembre 2012, Meek, qui est maintenant agent libre, signe un contrat des ligues mineures avec les Rangers du Texas, qui l'invitent à leur camp d'entraînement suivant. Il passe toute l'année 2013 en ligues mineures avec l'Express de Round Rock, un club-école des Rangers.
En 2014, Meek rejoint les Orioles de Baltimore. En 23 sorties et 23 manches et un tiers lancées, sa moyenne de points mérités s'élève à 5,79 avec 4 défaites.

## Statistiques
| Saison | Équipe     | G   | GS | CG | SHO | V | D | SV | IP    | SO  | ERA  |
| ------ | ---------- | --- | -- | -- | --- | - | - | -- | ----- | --- | ---- |
| 2008   | Pittsburgh | 9   | 0  | 0  | 0   | 0 | 1 | 0  | 13.0  | 7   | 6,92 |
| 2009   | Pittsburgh | 41  | 0  | 0  | 0   | 1 | 1 | 0  | 47.0  | 42  | 3,45 |
| 2010   | Pittsburgh | 70  | 0  | 0  | 0   | 5 | 4 | 4  | 80.0  | 70  | 2,14 |
| Totaux | Totaux     | 120 | 0  | 0  | 0   | 6 | 6 | 0  | 140.0 | 119 | 3,02 |

Note : G = Matches joués ; GS = Matches comme lanceur partant ; CG = Matches complets ; SHO = Blanchissages ; 
V = Victoires ; D = Défaites ; SV = Sauvetages ; IP = Manches lancées ; SO = Retraits sur des prises ; ERA = Moyenne de points mérités.